# Ризький тролейбус

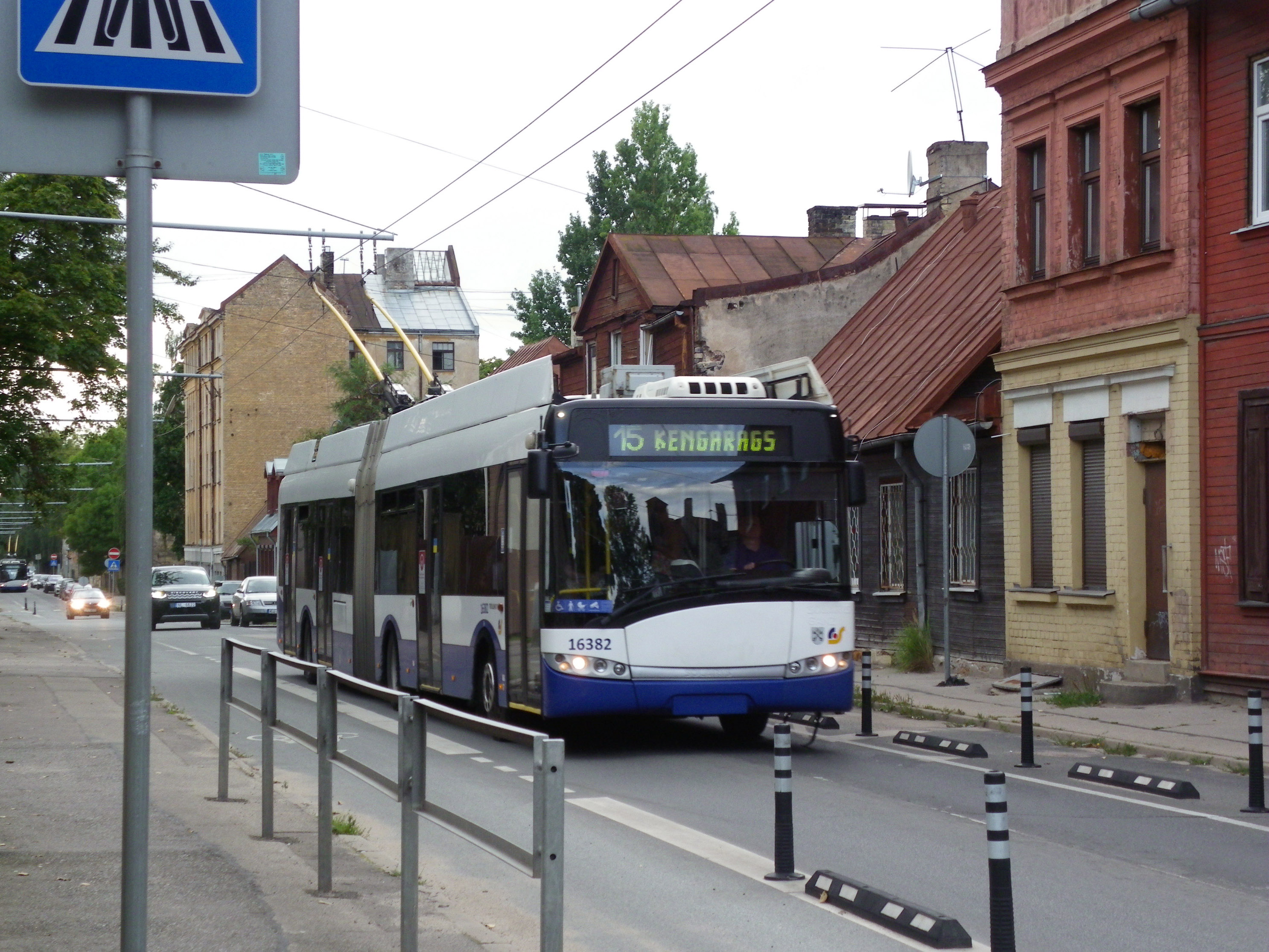
Solaris Trollino у Ризі

Ризький тролейбус був відкритий 4 листопада 1947 року.
Станом на 2025 рік обслуговується компанією «Rigas Satiksme».
Вартість разової поїздки становить 1,5 євро.

## Маршрути
| № лінії | Маршрут латиською                           | Маршрут українською                                |
| ------- | ------------------------------------------- | -------------------------------------------------- |
| 1       | Pētersalas iela — Valmieras iela            | Вулиця Петерсалас — Вулиця Валміерас               |
| 3       | Centrāltirgus — Sarkandaugava               | Центральний ринок — Саргандауґава                  |
| 4       | Jugla — Ziepniekkalns                       | Юґла — Зіепніеккалнс                               |
| 5       | Daugavas stadions — Paula Stradiņa slimnīca | Стадіон «Даугава» — Лікарня імені Паула Страдиньша |
| 9       | Stacijas laukums — Iļģuciems                | Привокзальна площа — Ільґюціемс                    |
| 11      | Ieriķu iela — Centrālā stacija              | Вулиця Іерікю — Центральний вокзал                 |
| 12      | Šmerlis — Āgenskalna priedes                | Шмерліс — Аґенскалнс                               |
| 13      | Ieriķu iela — Centrāltirgus                 | Вулиця Іерікю — Центральний ринок                  |
| 14      | Mežciems — Esplanāde                        | Межціемс — Еспланада                               |
| 15      | Ķengarags — Latvijas Universitāte           | Кєнґараґс — Латвійський університет                |
| 16      | Šmerlis — Pļavnieki                         | Шмерліс — Плявнієкі                                |
| 17      | Purvciems — Centrālā stacija                | Пурвціемс — Центральний вокзал                     |
| 18      | Mežciems — Centrālā stacija                 | Межціемс — Центральний вокзал                      |
| 19      | Pētersalas iela — Ziepniekkalns             | Вулиця Петерсалас — Зіепніеккалнс                  |
| 20      | Latvijas Universitāte — Televīzijas centrs  | Латвійський університет — Телецентр                |
| 22      | Centrālā stacija — Pļavnieki                | Центральний вокзал — Плявнієкі                     |
| 23      | Purvciems — Centrālā stacija                | Пурвціемс — Центральний вокзал                     |
| 25      | Iļģuciems — Brīvības iela                   | Ільґюціемс — Вулиця Брівібас                       |
| 27      | Stacijas laukums — Ziepniekkalns            | Привокзальна площа — Зіепніеккалнс                 |
| 31      | Centrāltirgus — Berģuciems                  | Центральний ринок — Берґюціемс                     |
| 34      | Centrāltirgus — Mazā Juglas iela            | Центральний ринок — Вулиця Маза Юґла               |
| 35      | Centrāltirgus — Mežciems                    | Центральний ринок — Межціемс                       |

## Рухомий склад
- Škoda 9Tr (до 2000)
- Škoda 14Tr (з 2014 навчальний) (до 2015)
- Škoda 14TrM (з 2014 виключно службовий, працював до 2016)
- Škoda 15Tr (до 2015)
- Škoda 15TrM (до 2016)
- АКСМ-333 (до 2014)
- АКСМ-321 (до 2014)
- Ganz-МАЗ 103Т (поодинокий екземпляр, до 2018)
- Solaris Trollino Ganz 18
- Trollino Ganz-Škoda 18
- Škoda 24Tr Irisbus
- Škoda 24Tr Irisbus (фактично — дуобус)
- Škoda 27Tr Solaris (фактично — дуобус)
- Solaris Trollino 18,75 H2 GAS (гідрогенна силова схема, виключно маршрут № 4)

проведено конкурс
- Sollaris Trollino Ganz 15AC
- Богдан Т70115[1]